# Buddy Lucas
Alonzo W. Lucas (16 août 1914-18 mars 1983) fut un saxophoniste ténor et baryton, un harmoniciste et un chanteur de rhythm'n'blues et de jazz. 

## Biographie
Originaire de Pritchard, Alabama, il s'installa à Stamford dans le Connecticut où il apprit à jouer de la clarinette puis du saxophone. À la fin des années 1940, il vint vivre à New York où il rencontra le batteur Herman Bradley qui l'aida à trouver des engagements. Il enregistra avec Wynonie Harris en 1950-1951, et effectua ses premiers enregistrements en 1951 pour le label Jubilee. Il fit aussi beaucoup de séances de studio en tant que saxophoniste et harmoniciste, enregistrant avec Larry Darnell, Hal Singer, Edna McGriff, Big Maybelle, Annie Laurie, Little Willie John. Il continua d'enregistrer pour différents labels (RCA, Bell…) puis réalisa un premier album pour Today, sans cesser son travail de studio. Il enregistra ainsi entre autres avec Dave "Baby" Cortez (1959, Bill Doggett (1960), King Curtis (1962), Jimmy Smith, Clark Terry (1963), Aretha Franklin, Nina Simone (1966), Bernard Purdie, Eddie "Cleanhead" Vinson, Big "Joe" Turner (1967), George Benson (1968), Count Basie (1970), Jimmy Witherspoon et Lou Donaldson. Sa dernière séance d'enregistrement date de 1978 aux côtés du guitariste de jazz Lawrence Lucie.
Buddy Lucas était un musicien capable de briller dans le rythm'n blues, le jazz et le blues. Son style au saxophone ténor était aisément identifiable avec un son parfois "bourdonnant" caractéristique. Il jouait superbement le blues.

## Discographie
- Shake, rock rattle and roll (Today)
- Down home turnaround (Tru-Sound, 1962)
- Discotheque a go-go (Hoctor, 1965)
- 50 Fabulous Harmonica Favorites (United Artists)
- Honkin' Sax (RCA-Camden, 1967)